# أذن الأسد
أذن الأسد (الاسم العلمي:Leonotis) هو جنس من النباتات يتبع الفصيلة الشفوية من رتبة الشفويات.

## أنواع أذن الأسد
- أذن الأسد عشرية الأسنان
- أذن الأسد الغوتزاية
- أذن الأسد الكبيرة
- أذن الأسد الذنبية
- أذن الأسد الميريكية
- أذن الأسد القطرمية
- أذن الأسد الحبقية
- أذن الأسد البولي-إيفانسية
- أذن الأسد الدرنية